# Nisa Romyen
Nisa Romyen (thai: นิสา ร่มเย็น), född 18 januari 1990, är en thailändsk fotbollsspelare.
Hon spelar som anfallare i det thailändska landslaget och för klubblaget North Bangkok University FC.